# Craonne-i csata
A craonne-i csata 1814. március 7-én zajlott le a Napóleon császár által vezetett francia és Blücher tábornagy által irányított orosz és porosz erők között. Az ütközet francia győzelemmel ért véget. (Napóleon „elfelejtett győzelme” a Chemin des Dames-on)

## Előzmények
Blücher gyorsabban felgyógyult korábbi sérüléséből, mint azt a francia császár szerette volna, így amikor Napóleon hirtelen megtámadta Schwarzenberg herceget, az idős porosz főparancsnok már visszatért. Blücher százezres sereggel nyomult előre a Chemin des Dames-on, a 35 km-es gerincen, ami Reims és Soissons között húzódott, és március 4-én Soissons-ba ért. Napóleon gyenge hadereje, ami jórészt tapasztalatlan újoncokból állt, nem látszott alkalmasnak arra, hogy szembeszálljon az invázióval. (A legfiatalabb katonákat a nép – Napóleon második feleségének neve után – Mária Lujzáknak csúfolta, ezek még nem borotválkoztak, de már harcoltak.)

## A csata
Gyorsan és agresszíven mozogva a franciák visszanyomták a poroszokat az Aisne folyón, mialatt Blücher 80 000 emberét vette számba, Napóleon 37 000 emberével rajtaütött. Napóleon célja az volt, hogy a harapófogóba zárja a szövetségeseket, odaküldte Ney marsallt, hogy a kevert fajsúlyú erőivel a szárnyakon mozogjon. A franciák számára sajnálatos módon a koordinációt rosszul időzítették, és Ney nemcsak hogy súlyos veszteséget szenvedett, de a szövetségeseknek sikerült kiszabadítani magukat szorult helyzetükből. A harcok súlypontja az Hurtebise farm körüli földsávon volt, ez képezte a kulcspozíciót a Caverne du Dragon melletti úton, a dombok között.

## Következmények
Blücher tábornagynak ez a vereség 5000 főnyi veszteségébe került, a franciák 5400 embert áldoztak fel győzelmükért.
Ez a csata volt a bevezető a két nappal később lezajlott  laoni csatához, amelynél megfordult a hadiszerencse, és ez már Napóleon uralmának végéhez vezetett.
A sors iróniája, hogy egy évszázaddal később, az első világháború idején a franciák és németek ugyanitt vívták legvéresebb csatáikat a Nivelle-offenzíva idején.

## Fordítás
- Ez a szócikk részben vagy egészben a Battle of Craonne című angol Wikipédia-szócikk fordításán alapul.  Az eredeti cikk szerkesztőit annak laptörténete sorolja fel. Ez a jelzés csupán a megfogalmazás eredetét és a szerzői jogokat jelzi, nem szolgál a cikkben szereplő információk forrásmegjelöléseként.